# ژرژ دکریه
ژرژ دکریه (فرانسوی: Georges Descrières‎; ۱۵ آوریل ۱۹۳۰ – ۱۹ اکتبر ۲۰۱۳) هنرپیشه اهل فرانسه بود.
از فیلم‌ها یا برنامه‌های تلویزیونی که وی در آن نقش داشته است می‌توان به دو تا برای جاده، سه تفنگدار، سرخ و سیاه و آرسن لوپن اشاره کرد.
وی همچنین برندهٔ جوایزی همچون لژیون دونور شده است.